# Melaleuca zeteticorum
Melaleuca zeteticorum là một loài thực vật có hoa trong Họ Đào kim nương. Loài này được Craven & Lepschi mô tả khoa học đầu tiên năm 2004.